# 查皮山
14°37′42″S 69°20′51″W / 14.62833°S 69.34750°W
查皮山（Chapi），是秘魯的山峰，位於該國東南部普諾大區的聖安東尼奧德普蒂納省，處於里蒂帕塔山東南面和里蒂烏爾馬斯卡山西北面，屬於安第斯山脈中阿波洛班巴山脈的一部分，海拔高度5,400米。